# 파마라 디에디우
파마라 디에디우(프랑스어: Famara Diédhiou, 1992년 12월 15일 ~ )는 세네갈의 축구 선수로 현재 잉글랜드 EFL 챔피언십의 카디프 시티에서 스트라이커로 활동하고 있다.